# 10080 Macevans
10080 Macevans eller 1990 OF1 är en asteroid i huvudbältet som upptäcktes den 18 juli 1990 av den amerikanska astronomen Eleanor F. Helin vid Palomarobservatoriet. Den är uppkallad efter den kanadensiske elektrikern William MacDonald Evans.
Asteroiden har en diameter på ungefär 17 kilometer.